# American Dad!
American Dad! est une série télévisée d'animation et sitcom animée américaine pour adultes créée par Seth MacFarlane, Mike Barker, et Matt Weitzman pour le bloc de programmations Animation Domination diffusé depuis le 6 février 2005 sur le réseau Fox, puis sur la chaîne TBS jusqu'en 2025. American Dad! est la première série d'animation à être présentée sur Animation Domination.
American Dad! est nommé à de nombreuses reprises, et plus particulièrement pour deux Primetime Emmy Awards et deux Annie Awards. En juin 2013, elle est récompensée dans la catégorie de meilleure série d'animation par l'American Society of Composers, Authors and Publishers. Depuis sa première diffusion, la série a officiellement diffusée 387 épisodes, en date de 2025. En 2014, la série passe de la chaîne FOX à la chaîne TBS pour la diffusion de sa onzième saison en septembre,. Le 24 mars 2025, TBS arrête la diffusion de American Dad! après sa vingt-et-unième saison, et la série revient sur la Fox pour la saison suivante.
En France, la série est diffusée depuis le 7 novembre 2006 sur les chaînes Canal+ et Canal+ Décalé puis sur NRJ 12 et MCM. Depuis 2020, elle est disponible sur la plateforme Disney+. Au Québec, la série est diffusée depuis le 1er septembre 2008 sur la chaîne Télétoon, en Belgique et au Luxembourg sur BeTV.

## Synopsis
American Dad se concentre sur la famille Smith et trois autres personnages avec lesquels ils partagent quotidiennement leur vie : le père et époux Stan Smith est agent de la CIA ; son épouse Francine Smith est femme au foyer ; leur fille aînée Hayley Smith ; et leur fils cadet, Steve Smith, est élève à l'école secondaire. Hormis la famille Smith au complet, la série compte également trois autres personnages principaux, dont le petit ami puis mari de Hayley, Jeff Fischer ; le poisson rouge domestique, en réalité un skieur est-allemand dans un corps de poisson, Klaus Heissler, et Roger l'extraterrestre,.
La famille Smith réside au 43 Cherry Street dans le quartier fictif de Langley Falls, en Virginie (inspiré de la vraie ville de Langley, Virginie, aux États-Unis). La maison des Smith semblerait être composée de nombreuses chambres secrètes, et de nombreuses autres pièces connexes et non-orthodoxes aperçues de temps à autre selon les épisodes. La maison est également composée de plusieurs trappes, notamment remplies d'alligators,.

## Personnages
- Stanley « Stan » Smith est un agent de la CIA. Expert en armes au cours d'une autre époque, il s'est vu attribuer une promotion et devient, de ce fait, un spécialiste du terrorisme. Paranoïaque, voyant des terroristes à chaque occasion lui semblant suspecte, il a la gâchette facile[13]. Cependant, cette constatation est contredite par l'épisode Première gâchette, dans lequel il n'aurait, en réalité, jamais tué qui que ce soit. Patriote de cœur et de raison, partisan d'idées pour le moins conservatrices, il aime citer les discours de Ronald Reagan et de George W. Bush, deux célèbres présidents républicains des États-Unis, pour lesquels il éprouve une vive admiration[14],[15].

- Francine Smith est l'épouse de Stan, et la fille de parents aisés, Nicholas et Cassandra Dawson. Élevée cependant dans un orphelinat, elle trouva en un couple de chinois des parents d'adoption, d'où son talent linguistique lorsqu'elle s'exprime en mandarin, ce qui a le don d'agacer Stan. Dans sa jeunesse, elle fut séduite par les fêtes et l'alcool, et ce côté n'a jamais disparu en elle malgré son mariage avec Stan. Elle a également effectué beaucoup de combats de rue, ce qui fait d'elle une experte en arts martiaux. Elle est séduisante, soumise à son époux et peu autoritaire vis-à-vis de ses enfants, pour lesquels elle prépare les repas et fait la lessive. Pourtant, sous ses airs agréables et rangés peut parfois se cacher une femme libre dans ses convictions et ses pensées, qui ne craint pas de dire à Stan ce qu'elle pense de lui. Si elle accepte de se mettre au service de sa famille, elle ne cache cependant pas ses désirs d'évasion et ses rêves d'exercer une profession librement, sans l'accord de son mari.

- Hayley Smith est la fille de Stan et Francine, âgée de 18 ans, elle est végétarienne, se revendique gauchiste et va à l'Université. Son petit ami est Jeff Fischer, un hippie, qui deviendra plus tard son époux, avec lequel elle fume occasionnellement de la marijuana. Stan, son père, se méfie toujours un peu d'elle, en raison de ses idées libertaires et de ses positions anti-Bush. Femme libre, étant presque le contraire de sa mère et le total opposé de son père, Hayley accepte de poser nue, d'assister à un meeting écologiste et prend plaisir à mener la vie dure à Steve, son petit frère. Il lui arrive parfois de s'associer à son frère cadet pour leurs bonheurs personnels. On apprend son deuxième prénom (Pelleteuse-électrique) et la raison de celui-ci dans l'épisode 15 de la saison 3 : "Quatre petits mots".

- Steven Anita Smith est le fils de Stan et Francine, et petit frère d'Hayley. Steve est âgé de 14 ans. Intellectuel, geek assumé, c'est un jeune homme obsédé par le sexe et les femmes, ce qui fait de lui un piètre séducteur. Grand fan de Star Trek ou encore de Donjons et Dragons, il entretient des rapports souvent conflictuels avec son père, Stan, qui a toujours clamé sa préférence pour un fils svelte, sportif et séducteur. Il ressent malgré tout un amour inconsidéré pour sa mère, Francine, qui se met souvent de son côté lors d'un conflit l'opposant à Stan. Il n'hésite pas à se moquer de sa sœur en diverses occasions, mais peut s'allier à elle lorsqu'il s'agit de briser un couple. Steve est par ailleurs le meilleur ami de Roger. Il ne se sépare jamais de sa petite bande d'amis, aussi ringards et mal aimés que lui. Au cœur de ce groupe se trouvent Snot, adolescent juif et acnéique aux cheveux bouclés, Barry, obèse naïf et gourmand sous traitement médicamenteux lourd pour problèmes de comportement, et Toshi, jeune japonais qui bien que comprenant l'anglais ne s'exprime que dans sa langue natale (au contraire de ses parents et de sa sœur Akiko qui le parlent parfaitement). Il est également lâche, car il refuse d'affronter les problèmes et déteste la violence.

- Roger est un extraterrestre, sociopathe, sarcastique, susceptible, impulsif, toxicomane, mégalomane, parfois psychopathe, alcoolique, tour à tour exagérément viril ou légèrement efféminé. Il est susceptible de revêtir une infinité de personnalités différentes : il est tout aussi capable de se montrer extrêmement doux (comme dans l’épisode où il incarne une vieille femme), que de se transformer en démon (comme son pire personnage, Ricky Spanish). Il a sauvé la vie de Stan dans la zone 51. Il prétend être arrivé sur Terre en 1947 (année du crash supposé d'une soucoupe volante à Roswell) pensant être le Décideur, celui qui doit décider du destin de la planète Terre, il s'avère en réalité que Roger est un mannequin de crash-test. Il a eu dès lors mille vies durant lesquelles il a développé son goût pour le déguisement et la création de biographies fictives destinées à « épaissir » les personnages qu'il incarnait. Il a ainsi vivoté entre petits boulots et empereur du disco en passant par colocataire de Carmen Selectra (et non pas Carmen Electra), jusqu'à sa rencontre avec les Smith. Âgé de 1000 ans, il vit avec la famille Smith dans le plus grand secret, et n'a pas le droit de quitter la maison. Il sort pourtant régulièrement et des déguisements simples lui suffisent à se faire passer pour un humain. Il passe son temps à manger (essentiellement des sucreries), boire et fumer, et adore la télévision et les films. Pour ne pas se faire prendre en tant qu'extraterrestre, il tient un registre très complet de ses identités en fonction des personnes (Fils à sa maman 3x11).

- Klaus Heissler est le poisson rouge de la famille, mais un poisson rouge un peu particulier, car il s'agit en fait d'un skieur est-allemand : la CIA a en effet réalisé un échange de cerveaux entre un poisson rouge et un skieur est-allemand, afin que ce dernier ne gagne pas l'épreuve de saut à ski contre les États-Unis. Amoureux de Francine, il se sent très seul dans son bocal et cherche souvent à attirer l'attention sur lui — c'est ainsi qu'il manipule les gens, ou encore, qu'il décrit sa vie comme le ferait un réalisateur dans les bonus d'un DVD. Malgré son amour platonique pour Francine, dans certains épisodes, il affirme être gay. Klaus éprouve une haine et un mépris inextinguibles envers Roger, qu'il accuse de le faire passer au second plan en monopolisant constamment l'attention de tout le monde.

- Jeff Fischer (en) est le petit ami et mari d'Hayley. C'est un hippie qui vit dans un van et qui déplaît fortement à Stan. Il rencontre Hayley dans la première saison. C'est son premier petit ami sérieux. Avec le temps, elle finit par se lasser de lui pour mieux le retrouver par la suite, puisqu'il devient son mari. Jusqu'au jour où Roger n'en peut plus de toujours jouer des personnages devant lui et prend l'initiative de se présenter à lui sous son vrai jour ; Stan panique, il a peur que Jeff parle. Stan pousse alors Roger à contacter son peuple pour venir le récupérer et au moment de dire au revoir, il pousse Jeff dans le faisceau d'attraction du vaisseau, qui part avec Jeff à l'intérieur. Visiblement, il est destiné à devenir esclave, prisonnier du peuple de Roger. Il n'y a qu'une seule Loi qui peut lui permettre d'être ramené sur Terre : prouver qu'il a été séparé de son véritable amour. Mais s'il échoue, il sera castré. Tous ont essayé, tous ont échoué. Et malgré les mises en gardes unanimes, Jeff est sûr de lui : il veut tenter. Il s'avère néanmoins que le test est truqué, à cause de Roger qui a brisé le cœur de l'Empereur. Cette révélation se termine en révolte collective, et Jeff, accompagné d'un ami mort au combat qui est devenu un fantôme, en profite pour s'évader à bord d'une navette de secours. Il veut retourner sur Terre, retrouver Hayley. Malheureusement pour lui, il y a une infinité de Terres. Voici donc Jeff Fisher perdu dans l'Espace. Plus tard, il arrive à communiquer avec sa femme grâce à une radio. Il la supplie d'attendre son retour. Et il revient finalement... 60 années après. Hayley l'a attendu, elle a vieilli seule dans l'espoir de le revoir. Conscient qu'il lui a volé sa vie, Jeff décide de repartir dans l'espace, recontacte Hayley et lui dit de ne pas l'attendre, afin qu'elle vive heureuse sans lui. Revoilà Jeff dans l'Univers, avec son ami certes, mais plus seul que jamais. Mais Jeff fera son grand retour sur Terre dans le treizième épisode de la saison 11 mais il est en réalité un alien dans le corps de Jeff donc toute la personnalité du vrai Jeff a disparu, ce qui le fait reculer de Hayley. Stan, Roger et Hayley décident d'emmener Jeff dans une cabine de l'espace où se trouve le cerveau de Jeff et y entreprenne une implantation et le vrai Jeff est finalement de retour. Mais lorsqu'ils reviendront sur Terre, aucun d'entre eux ne se souviendra de l'incident, où Jeff découvrit que Roger est un alien, ce qui aide finalement Jeff à revenir dans la famille en toute sérénité et à revenir dans la vie de Hayley.

## Production

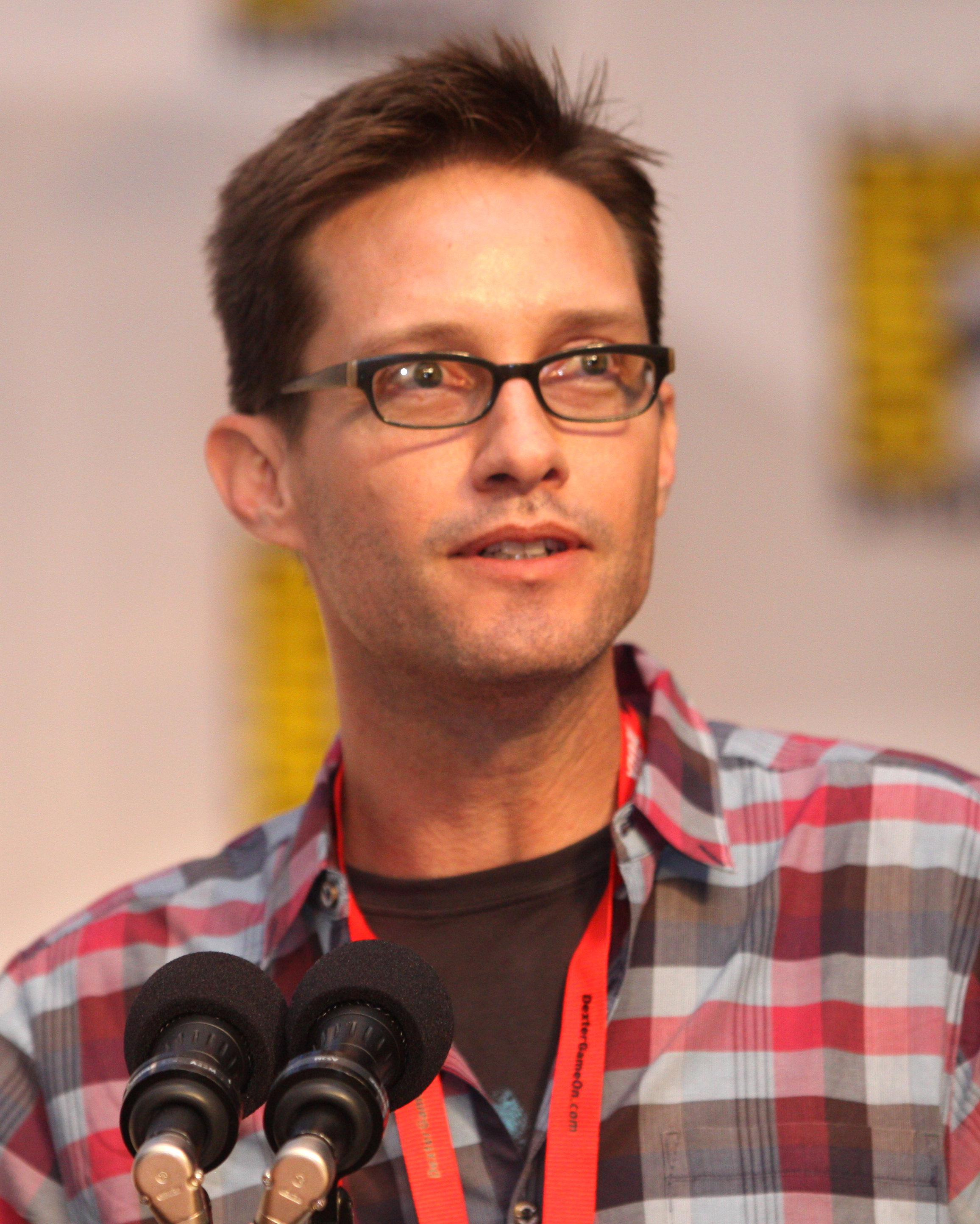
Mike Barker, co-créateur de la série.

Lors d'une interview, Seth MacFarlane explique en ces termes d'où lui est venue l'idée de créer la série : « C'était juste après les élections (en 2000). Matt Weitzman (le cocréateur de la série) et moi étions tellement frustrés de l'élection de Bush que nous avions passé des jours à nous plaindre avant de comprendre que nous pouvions en faire quelque chose de créatif et de profitable,. » Début février 2005, Barker explique : « Il y a un an et demi, Seth nous a appelés et demandé si nous étions intéressés de travailler dans un projet qui impliquerait un agent de la CIA d'extrême-droite, père d'une fille libérale. Nous étions d'accord, et nous avons commencé à travailler dessus,. » Le 14 septembre 2003, Variety annonce la commande d'un épisode pilote par Fox Broadcasting intitulé American Dad! ; l'épisode pourra être diffusé en automne 2004 s'il y a accord de la chaîne. Au même moment, Fox tente de développer une heure de programmations uniquement composée de sitcoms pour adultes.
American Dad! est initialement diffusé en remplacement d'une autre série. Son premier épisode, originellement intitulé Pilot (pour épisode pilote) est directement diffusé après le Super Bowl XXXIX le 6 février 2005. Le reste de la première saison, cependant, n'est diffusé qu'à partir du 1er mai 2005 dans le programme Animation Domination de la chaîne Fox,,. À l'origine, il s'agissait d'une série qui remplacerait Les Griffin. À l'origine, American Dad! est une série commandée par la chaîne Fox diffusée comme consolation pour les téléspectateurs déçus par Les Griffin, une série également conçue par MacFarlane. À peine trois mois après la première diffusion d’American Dad! cependant, la série Les Griffin est renouvelée. Plutôt que de prendre en charge la direction créative de la série, MacFarlane démissionne et laisse la série aux mains de Barker et Weitzman, afin qu'elle puisse se différencier des Griffin.
À ses débuts, la série American Dad! est très regardée, mais prend du temps à être acceptée par les téléspectateurs et la presse spécialisée. La réputation de MacFarlane et son implication dans Les Griffin laissaient penser qu'American Dad! ne serait rien d'autre qu'une série dérivée de son prédécesseur. Certains critiques prédisent même, bien avant la diffusion de la série, qu'American Dad! ne serait rien d'autre qu'une pâle imitation des Griffin, ainsi qu'une tentative de MacFarlane pour ramener Les Griffin sur les ondes. Bien avant la diffusion de la série, The Washington Post rédige un avis similaire. Dans la réalité, cependant, la série s'inspire grandement de l'émission All in the Family, et est en quelque sorte une sitcom d'animation en prise de vue réelle,. Les deux émissions font usage de satire politique et de bigoterie, notamment. Encore plus loin, les deux émissions exploitent l'idée d'un petit ami hippie et libéral qui deviendra le mari de la fille de la famille (Jeff comparé à Michael Stivic). Également dans les deux émissions, la fille vit toujours avec ses parents aux côtés de son mari qui vivra également à leurs côtés. American Dad!, dans sa forme originale est considéré comme une reprise explicite de la série All in the Family,. Dans les premières saisons d’American Dad!, cependant, MacFarlane porte beaucoup plus son attention sur Les Griffin,.

## Épisodes
American Dad! est initialement diffusée aux États-Unis le 6 février 2005 sur le réseau Fox jusqu'en 2014,. La série passe du réseau Fox à la chaîne TBS pour la diffusion de sa onzième saison en septembre,.
En France, la série est diffusée depuis le 7 novembre 2006 sur les chaînes Canal+ Décalé puis sur NRJ 12 et MCM. Au Québec, la série est diffusée depuis le 1er septembre 2008 sur la chaîne télévisée Télétoon. À partir de la saison 15, NRJ 12 décide de ne plus diffuser la série en France, laissant désormais cette seule diffusion à MCM.

## Distribution

### Voix originales
- Seth MacFarlane : Stan Smith et Roger
- Wendy Schaal : Francine Smith
- Scott Grimes : Steve Smith
- Rachael MacFarlane : Hayley Smith
- Dee Bradley Baker : Klaus Heissler
- Jeff Fischer : Jeff Fischer-Smith
- Patrick Stewart : le directeur-adjoint Avery Bullock

| Voix originales                       | Voix originales               | Voix originales            | Voix originales                   | Voix originales           | Voix originales                 |
| ------------------------------------- | ----------------------------- | -------------------------- | --------------------------------- | ------------------------- | ------------------------------- |
|                                       |                               |                            |                                   |                           |                                 |
| Seth MacFarlane (Stan Smith et Roger) | Wendy Schaal (Francine Smith) | Scott Grimes (Steve Smith) | Rachael MacFarlane (Hayley Smith) | Dee Bradley Baker (Klaus) | Patrick Stewart (Avery Bullock) |

### Voix francophones

#### France
- Emmanuel Jacomy : Stan Smith
- Maïk Darah : Francine Smith
- Paolo Domingo : Steve Smith
- Edwige Lemoine : Hayley Smith
- Guy Chapellier : Roger et Klaus
- Marc Perez : Greg Corbin et Jackson
- Claude Rollet : Terry Gates, Jeff Fischer-Smith (2e voix, saisons 2 à 10) et Dick Reynolds (1re voix)
- Patrice Dozier : Dick Reynolds (2e voix, depuis la saison 18)
- Bernard Soufflet : Avery Bullock (1re voix, saisons 1 à 15) et le principal Lewis (2e voix, saisons 3 à 15)
- Hervé Jolly : Avery Bullock (2e voix, depuis la saison 16)
- Pascal Casanova : le principal Lewis (3e voix, depuis la saison 15, épisode 18)
- Pascal Grull : Barry et Réginald (1re voix)
- Mariana Donnarieix : Snot
- Ludovic Baugin : Jeff Fischer-Smith (voix principale, saison 1 et depuis la saison 11), Memphis Stormfront et voix additionnelles
- Marc Saez : Buckle (2e voix), Marguerite et voix additionelles
- Claude Chantal : Betty Smith, la mère de Stan (1re voix)
- Jérôme Berthoud : Réginald (2e voix)

##### Invités
- Alexis Tomassian : Prince (saison 15, épisode 20)
- Donald Reignoux : The Weeknd (saison 16, épisode 4)
- Michel Dodane : Peter Griffin (saison 7, épisode 2)

Version française enregistrée à la société Synchro-France (saison 1) puis Libra Films (depuis la saison 2), sous la direction artistique de Jean Roche (saison 1) puis Emmanuel Jacomy. L'adaptation des dialogues est assurée par William Coryn (saison 1), Jérôme Pauwels (saisons 2 et 3), Emmanuel Jacomy, David Jacomy, Julia Roche, Luc Baboulène, Aurélia Mathis et Jean-Hugues Courtassol.

#### Québec
L’adaptation de la version québécoise est assurée par Pierre Bédard, Benoît Rousseau, Étienne Godin, Nadine Taillon, Andréane Girard et Lucie Sasseville, alors que la direction artistique est assurée par Benoît Éthier, Hélène Mondoux, François Asselin, Johanne Garneau, Natalie Hamel-Roy et Christine Séguin. Elle est doublée dans les studios de Technicolor à Montréal, au Québec.
- Pierre Chagnon : Stan Smith
- Johanne Garneau : Francine Smith
- Stéfanie Dolan : Hayley Smith
- Xavier Morin-Lefort : Steve Smith
- François Godin puis François-Simon Poirier : Roger
- Yves Soutière puis Christian Perrault : Klaus
- Guillaume Champoux : Jeff Fischer
- Daniel Picard : Avery Bullock
- Hugolin Chevrette : Snot Lonstein
- Sébastien René puis Martin Watier : Toshi Yoshida
- Jean-François Beaupré puis Olivier Visentin : Barry Robinson
- Widemir Normil puis Thiéry Dubé : Principal Lewis
- Claude Gagnon : Jackson

 Source et légende : version québécoise (VQ) sur Doublage.qc.ca

## Diffusion internationale
| Pays       | Chaîne de télévision           | Langue(s)                               |
| ---------- | ------------------------------ | --------------------------------------- |
| Allemagne  | MTV Allemagne                  | Allemand                                |
| Australie  | Seven Network, FOX8            | Anglais                                 |
| Canada     | Citytv, Global, Teletoon, Much | Anglais                                 |
| Québec     | Télétoon                       | Français québécois                      |
| États-Unis | Fox, TBS                       | Anglais                                 |
| France     | Canal+, NRJ 12, MCM, Disney+   | Français, anglais (version multilingue) |
| Mexique    | FX                             | Espagnol, anglais                       |
| Belgique   | BeTV                           | Français                                |
| Espagne    | Neox                           | Espagnol                                |
| Italie     | Italia 1, Italia 2             | Italien, anglais                        |

## Distinctions
| Année | Récompense                                            | Catégorie                                    | Nomination                                                            | Résultat   |
| ----- | ----------------------------------------------------- | -------------------------------------------- | --------------------------------------------------------------------- | ---------- |
| 2005  | Teen Choice Awards                                    | Choice Summer Series                         | American Dad!                                                         | Nomination |
| 2005  | Teen Choice Awards                                    | Choice V-Cast                                | American Dad!                                                         | Nomination |
| 2006  | Golden Reel Award                                     | Édition sonore d'une série d'animation       | American Dad! (pour l'épisode Homeland Insecurity)                    | Nomination |
| 2006  | Teen Choice Awards                                    | Choice TV: Série d'animation                 | American Dad!                                                         | Nomination |
| 2007  | Annie Awards                                          | Scénario d'une série d'animation             | Dan Vebber                                                            | Nomination |
| 2007  | GLAAD Media Award                                     | Outstanding Individual Episode               | Pour l'épisode Lincoln Lover (2.4)                                    | Nomination |
| 2007  | Golden Reel Award                                     | Édition sonore d'une série d'animation       | American Dad! (pour l'épisode Dungeon and Wagons)                     | Nomination |
| 2008  | Teen Choice Award                                     | Choice TV : Série d'animation                | American Dad!                                                         | Nomination |
| 2009  | Prism Award                                           | Épisode comique                              | Pour l'épisode Spring Break-Up (3.16)                                 | Nomination |
| 2009  | Primetime Emmy Awards                                 | Outstanding Animated Program                 | American Dad!                                                         | Nomination |
| 2009  | Teen Choice Awards                                    | Choice TV : Série d'animation                | American Dad!                                                         | Nomination |
| 2010  | Annie Awards                                          | Réalisation d'une série d'animation          | Pam Cooke et Jansen Lee (pour l'épisode Brains, Brains & Automobiles) | Nomination |
| 2010  | Artios                                                | Casting de série d'animation                 | Linda Lamontagne                                                      | Nomination |
| 2010  | Teen Choice Awards                                    | Choice TV : Série d'animation                | American Dad!                                                         | Nomination |
| 2011  | Teen Choice Awards                                    | Choice TV : Série d'animation                | American Dad!                                                         | Nomination |
| 2012  | Primetime Emmy Awards                                 | Série d'animation                            | American Dad! for episode "Hot Water" (7.1)                           | Nomination |
| 2012  | POPrepublic.tv IT LIST AWARDSM                        | Série d'animation préférée à l'international | American Dad!                                                         | Nomination |
| 2013  | American Society of Composers, Authors and Publishers | Meilleure série d'animation                  | American Dad!                                                         | Lauréat    |